# Árukereső.hu
Az Árukereső.hu Magyarország leglátogatottabb piacvezető online ár-összehasonlító oldala, üzemeltetője a budapesti székhelyű Online Comparison Shopping Kft. Az Árukereső.hu összegyűjti és könnyen összehasonlíthatóvá tesz termékeket és árakat, melyek közül a jövőbeni vásárló a számára fontos szempontok alapján egyszerűen és gyorsan választhatja ki a neki legkedvezőbb ajánlatot az oldalon lévő webáruházak kínálatából. Emellett számos terméket már közvetlenül a portálon keresztül is megvásárolhatnak a felhasználók, az adott terméket kínáló webshop oldalára való kikattintás nélkül. A  weboldal adatbázisában közel ötezer webshop és 22 millió ajánlat található.

## Története
Az eredetileg kft.-ként működő vállalkozást 2004-ben hozta létre két magánszemély. 2009 júliusában a weboldalban többségi tulajdont szerzett a lengyel székhelyű Allegro csoport, mely a Dél-afrikai Naspers médiabirodalom kelet-európai leányvállalata.
2016 decemberében a prágai székhelyű Rockaway csoport vásárolta meg az Árukereső.hu-t. Az oldal Magyarországon kívül Romániában és Bulgáriában van jelen. 2014 áprilisától a cégcsoporton belüli átalakítások miatt a Naspers OCS Hungary Kft. lett az oldal üzemeltetője. Az Árukereső.hu 2011 óta minden évben megrendezi a hazai online boltok egyedülálló minőségi és népszerűségi megmérettetését, az Ország Boltja versenyt. 

## Az oldal működése

### A felhasználó számára
Az Árukeresőben egy bizonyos terméket kétféle módon lehet megtalálni: vagy a belső keresővel vagy tallózva a kategóriák közt, szűrők segítségével szűkítve a találatokat ár, márka, típus vagy egyéb jellemzők szerint. Egy termék kiválasztása után látható az azt forgalmazó webáruházak listája, az oldal által ismertek közül. Innen kétféleképpen lehet eljutni a vásárlásig: a "Megvásárolom" vagy az "Irány a bolt" gombok valamelyikére kattintva, ajánlattól függően. A "Megvásárolom" lehetőségre kattintva a felhasználó közvetlenül az oldalon keresztül leadhatja rendelését. Az "Irány a bolt" gomb elvezet az adott bolt weboldalára, ezt követően a látogató a kiválasztott webshop oldalán fejezheti be a vásárlási folyamatot. Ha valaki határozott cél nélkül érkezik az Árukeresőre, segítséget kaphat többek között vásárlási tanácsadó, vásárlói termékvélemények vagy termékleírások útján.

### Webáruházak számára
Az Árukereső a regisztrált webáruházak által elküldött terméklistákat jeleníti meg, amiből a vásárlók kereshetnek, majd összehasonlítás után a számukra legjobb ajánlatot kiválasztva átkattinthatnak az adott webshopba vagy közvetlenül az Árukereső oldalán keresztül adhatják le rendelésüket.